# زواج القصر في جنوب السودان

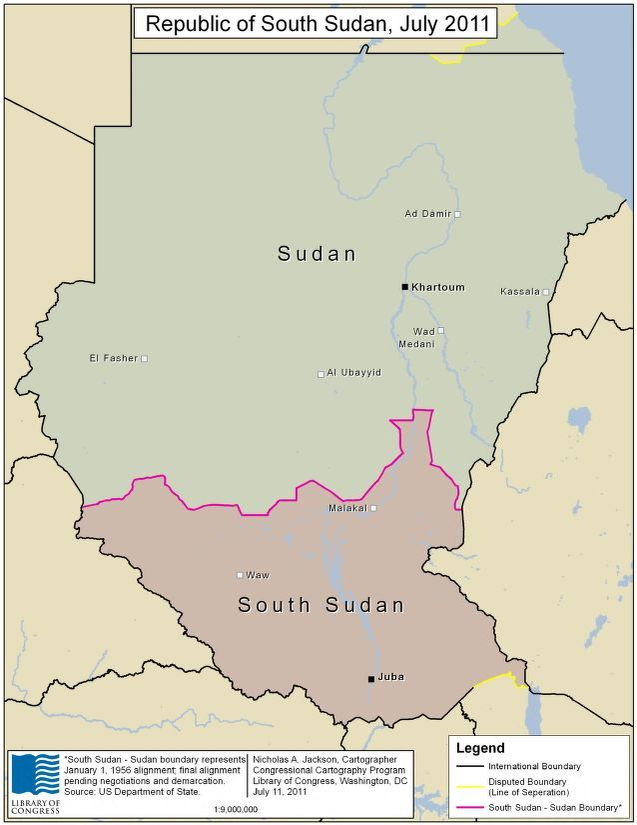
خريطة جنوب السودان والسودان

يعد زواج القصر ظاهرة منتشرة في مختلف أرجاء العالم، إذ يُجبر الأطفال على الزواج. وتتزايد مشكلة زواج القصر في العديد من البلدان الأفريقية. وفي جنوب السودان، يعد زواج القصر وباءً متزايدًا. فهذا الزواج يعد انتهاكًا لحقوق المرأة والطفل. وتتراوح أعمار الأطفال اللواتي يُجبرن على الزواج من سن الثانية عشر إلى الثامنة عشر عامًا. وعلى الرغم من أن السن القانوني للزواج هو ثمانية عشر عامًا، تحتل ممارسات ثقافية عدة مرتبة أعلى من القانون المطبق فعليًا في البلدان غير الممثلة تمثيلًا كافيًا. وتشترط هذه الزيجات موافقة الوالدين. ويعد زواج القاصرات موضوعًا مثيرًا للجدل، لكنه يمارس على نطاق واسع من جانب الآباء في البلدان التي تعاني من الفقر. ويحدث ذلك من أجل تحقيق استقرار مالي عن طريق دفع المهر للعروس، وزيادته، والتخفيف من وطأة الفقر.
لا يرتبط زواج القصر بالفتيات فقط، بل يؤثر أيضاً على الفتية الصغار. وفي العديد من البلدان الأفريقية، مثل جنوب السودان، يقتصر زواج القصر على الفتيات. وعادة يعني زواج القصر تزويج طفلة لشخص بالغ.

## الأرقام الحالية
في عام 2017، اجبرت 52% من الفتيات في جنوب السودان على الزواج قبل سن 18 عامًا مقابل 9% من بينهن تزوجن مجبرات قبل اتمامهن عامهن الخامسة عشر. وتحتل جنوب السودان المركز الخامس من بين دول العالم في مسألة زواج القصر.
في حين أن زواج القصر يمارس على نطاق واسع في البلاد،  فهو يعد منتشرًا بشكل خاص في ولايتي البحيرات وبحر الغزال، وهما منطقتان أغلب سكانهما من رعاة الماشية المنتمين لمجموعة الدينكا العرقية، إذ تحتل الماشية في هاتين المنطقتين مركزًا اقتصاديًا وثقافيًا مهمًا.